# La batalla entre Carnestoltes i Quaresma
La batalla entre Carnestoltes i Quaresma (en neerlandès, Het Gevecht tussen Carnival en Vasten), és una obra del pintor flamenc Pieter Brueghel el Vell. És un oli sobre taula, pintat l'any 1559. Mesura 118 cm d'alçada i 164 cm d'amplada. S'exhibeix actualment en el Museu d'Història de l'Art de Viena, Àustria.
Les escenes camperoles tenen característiques comunes que les permet diferenciar-se d'altres sèries sense cap confusió. Això es deu a la seva particular pinzellada que enalteix la diagonal a diferència de les altres en les quals la pinzellada és més gruixuda i imprecisa. Aquest quadre en particular està representat per personatges agafats de la realitat mentre celebren un esdeveniment. Es tracta aquí d'un carnestoltes representat per la classe rural. La idea està presa d'un tema típic del teatre de l'època: presentar el contrast entre dos aspectes de la vida contemporània, tal com pot veure's per l'aparició d'una posada en el costat esquerre, per al gaudi, i l'església a la dreta, per a la devoció. Es parodia, per una banda, als que celebren el carnestoltes i, per un altre, als devots que compleixen la quaresma.
L'agitada escena representa a la dreta a uns nens que s'estan comportant correctament, prop de l'església, recognoscible per la seva arquitectura en arc i el seu símbol de la Trinitat. A l'esquerra hi ha una posada amb una bandera que porta un vaixell i una escena de bevedors de cervesa. El carnestoltes sembla estar representat per l'home que està damunt del barril de cervesa, que porta per barret un pastís i en comptes d'una llança, esgrimeix una burxa. Li combat la quaresma, simbolitzada per la dona prima que seu sobre un reclinatori, del que tiren un monjo i una monja; porta per barret un rusc, símbol de la mel de la quaresma, i el que porta en lloc de llança és una pala amb dos arengs.
En una olla poden veure's aliments típics de la quaresma: musclos, galetes salades i pretzels. En la part superior apareix una casa groga al costat dret i una sèrie de cases vermelles a la part esquerra.
El conjunt de la gent es reuneix sobre una gran plaça. El pintor utilitza molts colors diferents per representar-los, la qual cosa dona contrast a la tela. La llum sembla concentrar-se al centre, captant l'atenció del públic. Al centre està el pou, en el qual es reuneixen diverses parts de la comunitat (a baix a la dreta entorn d'una dona vestida de blava, a baix a l'esquerra al voltant d'un barril; a l'esquerra els malabaristes i ballarins, així com un mostrador amb peixos i dues carrosses que competeixen.
Hi ha diversos grups de religiosos. Els de la dreta, davant de l'església, tornen l'esquena a la plaça, com si volguessin sortir del quadre. Només dues monges estan en el costat contrari. Els que queden a l'esquerra de l'església segueixen aquesta adreça, tornant el cap, sense ser atrets per la festa.